# 冯雷镇
冯雷镇，是中华人民共和国陕西省渭南市白水县一个已撤销的乡级行政区，2015年，陕西省民政厅批复同意撤销冯雷镇，将其所辖行政区域划归城关街道。